# Petráň (rybník)
Rybník Petráň je prvním ze soustavy Havlovických rybníků, kterou tvoří společně s rybníky Hořička a Žďár. Je napájen dvěma bočními přítoky z říčky Ležák a voda je odváděna dvěma požeráky. První převádí vodu pod komunikací do Hořičky a druhý požerák odvádí společně s bezpečnostním přelivem vodu zpět do Ležáku.
Dnešní rybník Petráň se podle mapy z roku 1839 (Císařské otisky), jmenoval původně Kostelecký. Současný název Petráň vznikl pravděpodobně podle objektu pod rybníkem (mlýna), který se nazýval U Petráňů.

## Galerie

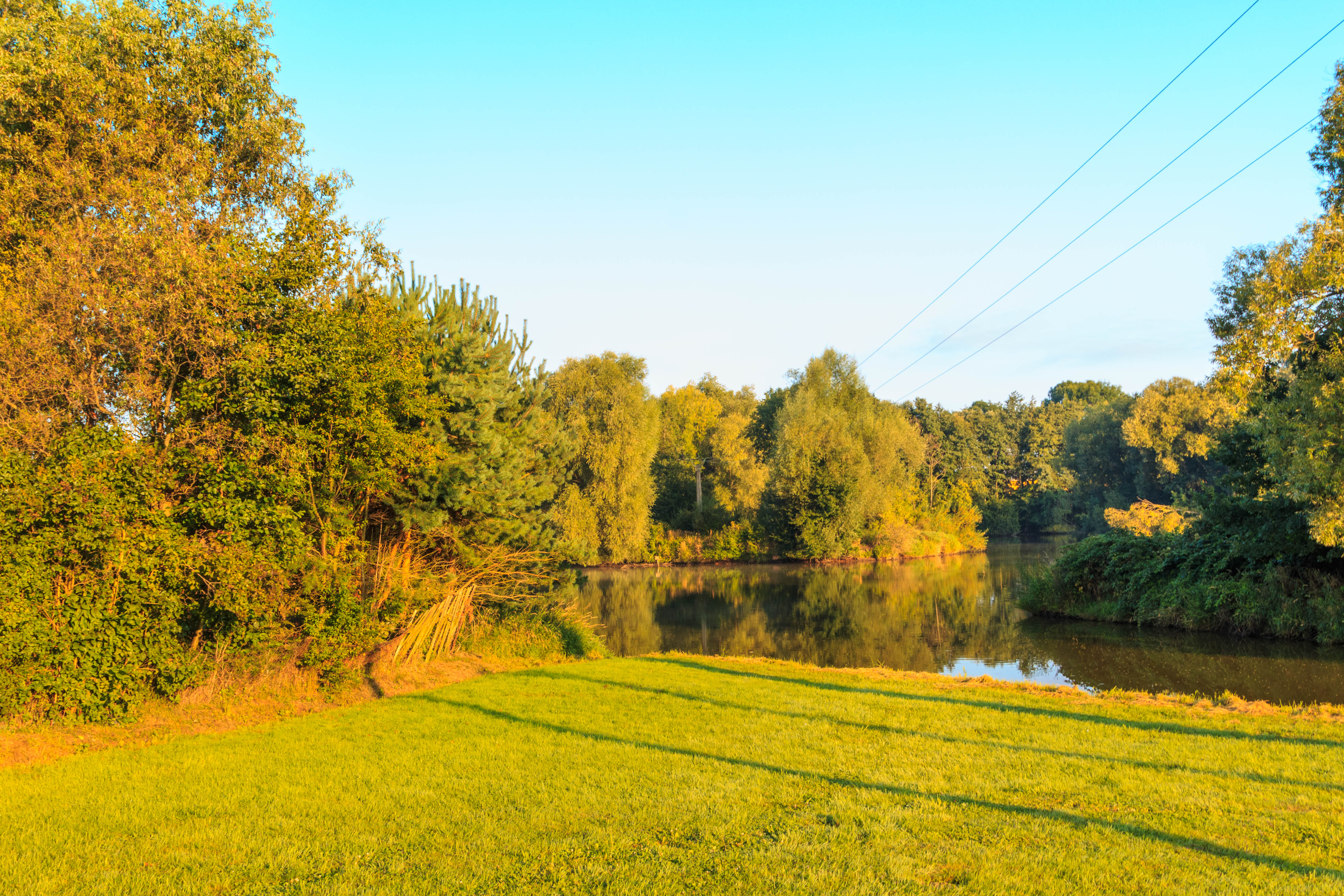
Rybník Petráň
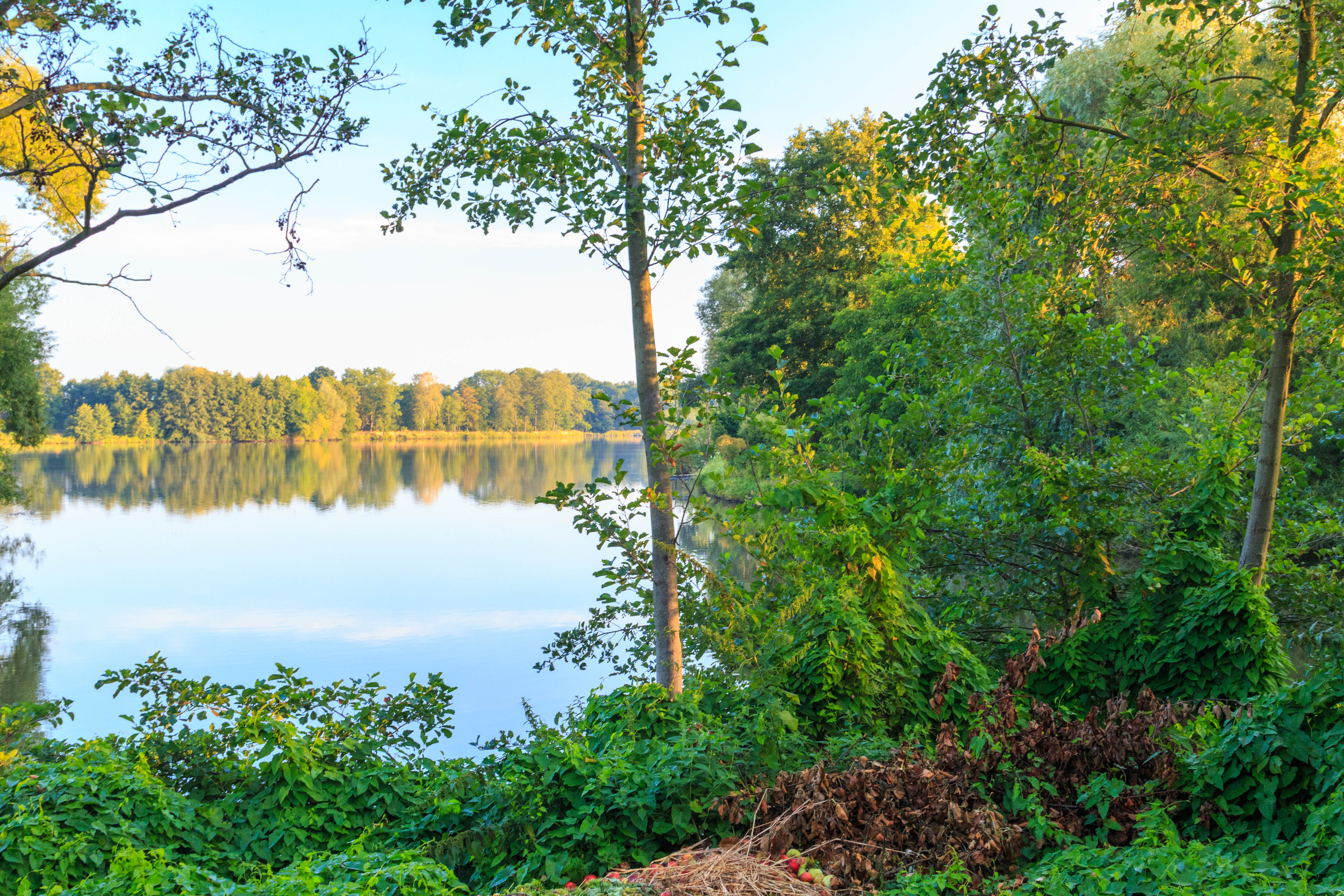
Rybník Petráň
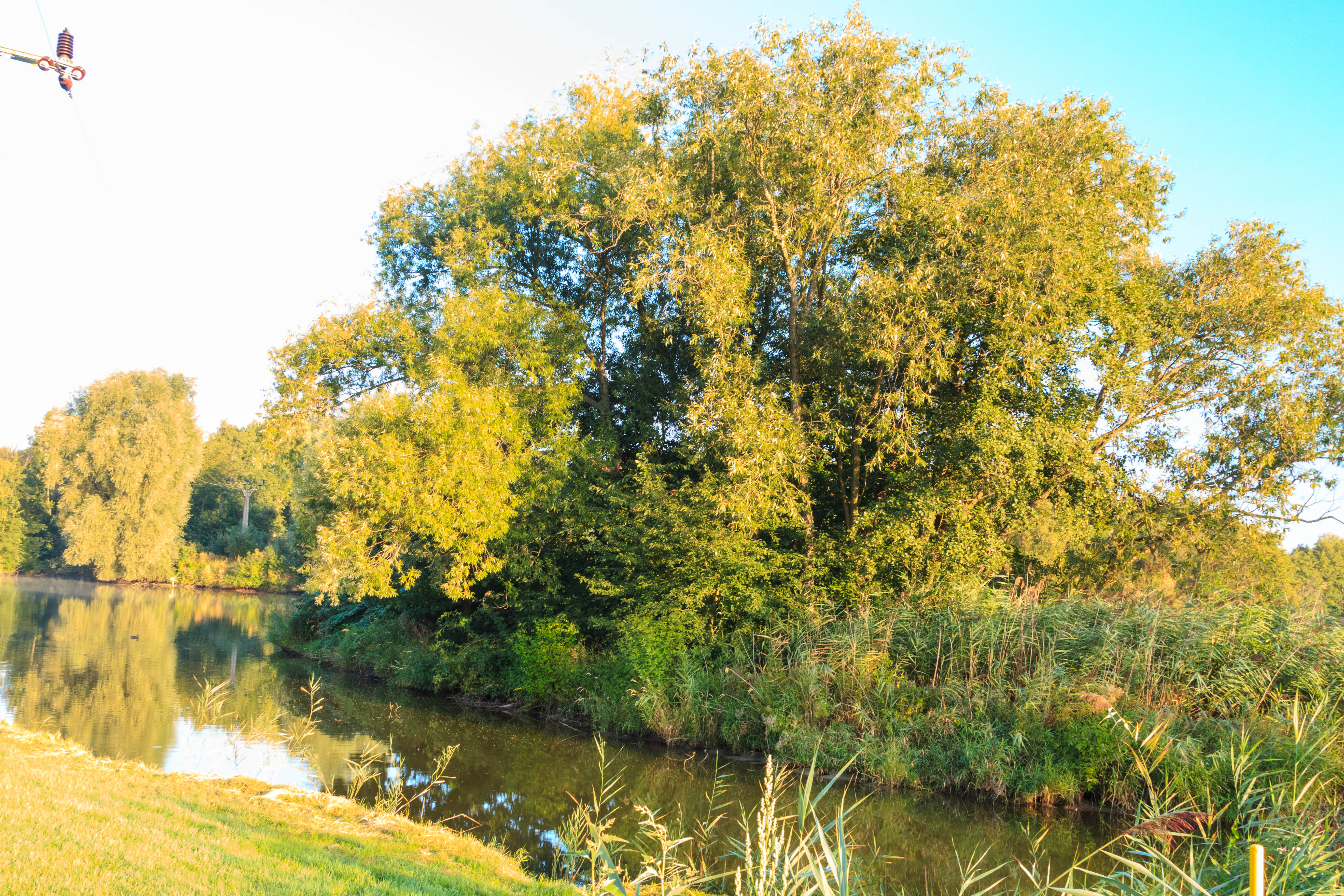
Rybník Petráň
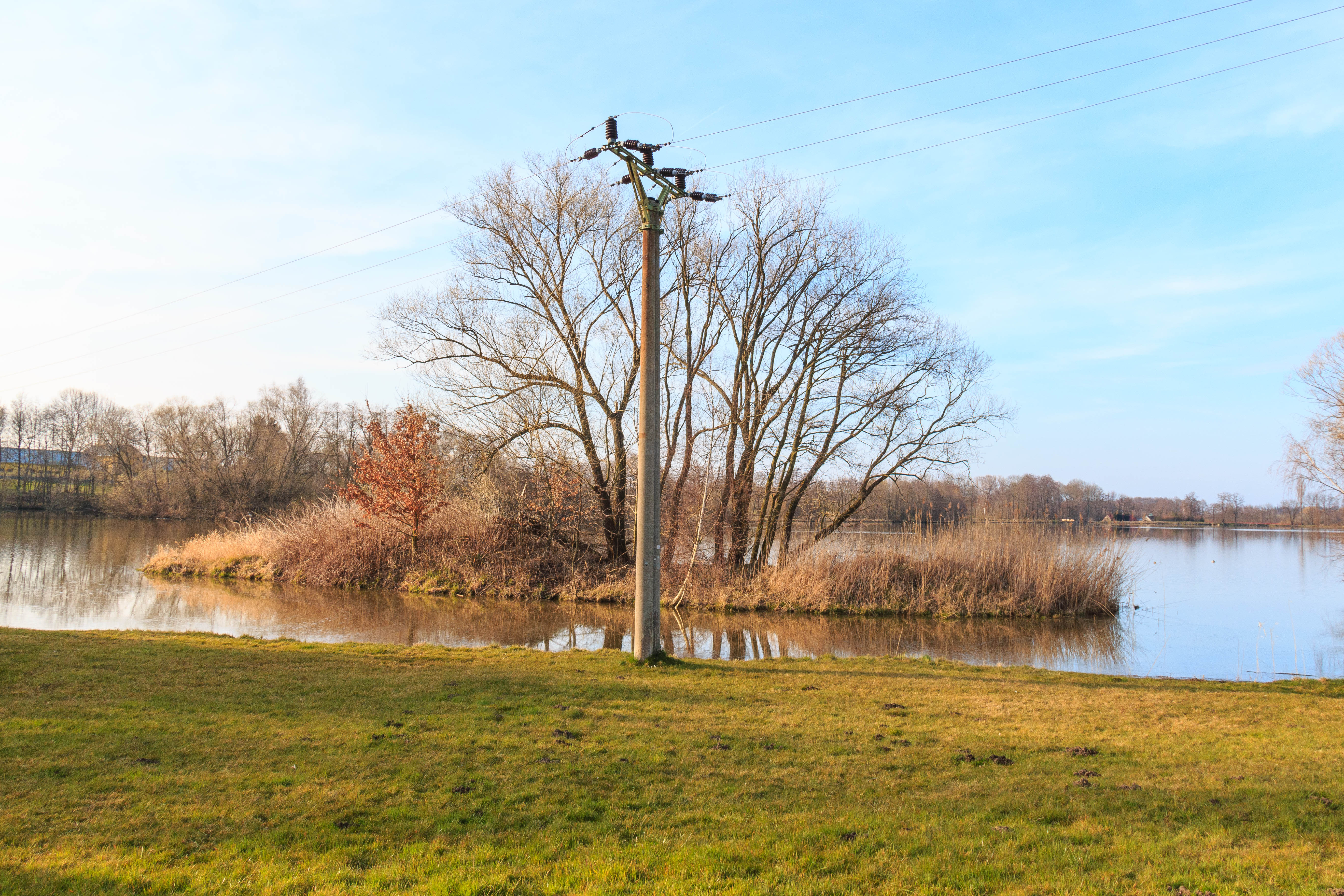
Rybník Petráň